# Громадка (гмина)
Громадка (пол. Gromadka) — сельская гмина (волость) в Польше, входит как административная единица в Болеславецкий повет, Нижнесилезское воеводство. Население — 5613 человек (на 2004 год).

## Демография
| Перепись                       | Всего   | Всего | Женщины | Женщины | Мужчины | Мужчины |
| ------------------------------ | ------- | ----- | ------- | ------- | ------- | ------- |
| Единицы                        | человек | %     | человек | %       | человек | %       |
| Население                      | 5613    | 100   | 2799    | 49,9    | 2814    | 50,1    |
| Плотность населения (чел./км²) | 21      | 21    | 10,5    | 10,5    | 10,5    | 10,5    |

## Сельские округа
1. Борувки
2. Громадка
3. Кшижова
4. Модла
5. Мотыле
6. Нова-Кузня
7. Осла
8. Пастерник
9. Патока
10. Ружынец
11. Вежбова

## Соседние гмины
1. Гмина Болеславец
2. Гмина Хочанув
3. Гмина Хойнув
4. Гмина Пшемкув
5. Гмина Шпротава
6. Гмина Варта-Болеславецка